# Time (유닉스)
컴퓨팅에서 time은 유닉스, 유닉스 계열 운영 체제의 명령어이다. 특정 명령어의 실행 시간을 확인하는데 사용한다.

## 개요
time(1)은 GNU time와 같이 독립 프로그램으로 존재할 수 있고, 대부분의 경우(예: sh, bash, Tcsh 또는 Z 셸) 셸 내장으로 존재할 수 있다.

### 사용자 시간 vs 시스템 시간
총 CPU 시간은 CPU가 일부 프로그램의 동작을 수행하기 위해 소요된 시간의 양, 그리고 프로그램 대신 커널의 시스템 호출을 수행하는데 소요된 시간을 합친 것이다. 프로그램이 배열을 통해 루프를 돌 때 사용자 CPU 시간이 축적된다. 이와 반대로, 프로그램이 exec 또는 fork와 같은 시스템 호출을 실행할 때 시스템 CPU 타임을 축적한다.

### 실시간 vs CPU 타임
이 문맥에서 "실시간"이라는 용어는 스톱 워치를 사용하는 것처럼 경과된 벽시계 시간을 가리킨다. 총 CPU 타임(사용자 시간 + 시스템 시간)은 어느 정도 해당 값과 비슷할 수 있다.  프로그램이 온전히 실행이 아닌 대기로만 어느 정도 시간을 소요할 수 있기 때문에(사용자 모드냐 시스템 모드냐에 따라) 실시간은 총 CPU 시간보다 더 클 수 있다. CPU 시간(사용자, 시스템 둘 다)이 time 명령에 의해 보고된 값에 추가된 칠드런을 프로그램이 포크할 수 있으므로(멀티코어 시스템에서 태스크들은 병렬로 수행됨) 총 CPU 시간은 실시간보다 더 클 수 있다.

## 사용법
명령어를 사용하려면 다음과 같이 단순히 time 단어를 우선하여 명령어를 지정하면 된다:
```
$
 
time
 
ls

```

명령어가 실행될 때 time는 사용자 CPU 타임, 시스템 CPU 타임, 실시간 측면에서 얼마나 오랫동안 ls 명령어의 실행이 소요되었는지를 보고한다. 출력 포맷은 명령어의 버전에 따라 다양하며 일부는 다음과 같은 추가적인 통계를 제공하기도 한다:
```
$ 
time
 
host
 
wikipedia.org

wikipedia.org has address 103.102.166.224

wikipedia.org mail is handled by 50 mx2001.wikimedia.org.

wikipedia.org mail is handled by 10 mx1001.wikimedia.org.

host wikipedia.org  0.04s user 0.02s system 7% cpu 0.780 total

$

```

time(독립 프로그램이든, 또는 POSIX 모드로 Bash 셸이 실행 중이면서 time이 time -p로 호출 시)은 표준 오류 출력에 보고한다.

### time -p
포터블 스크립트는 다른 출력 포맷을 사용하지만 다양한 출력 포맷을 사용하는 time -p를 사용하는 것이 좋으며, 여러 구현체에서 다음과 같이 일정한 형태를 지닌다:
```
$ 
time
 
-p
 
sha256sum
 
/bin/ls

12477deb0e25209768cbd79328f943a7ea8533ece70256cdea96fae0ae34d1cc  /bin/ls

real 0.00

user 0.00

sys 0.00

$

```

## 구현체

### GNU time
현재 버전의 GNU time은 기본적으로 시간 외에 더 많은 정보를 보고한다:
```
$ 
/usr/bin/time
 
sha256sum
 
/bin/ls

12477deb0e25209768cbd79328f943a7ea8533ece70256cdea96fae0ae34d1cc  /bin/ls

0.00user 0.00system 0:00.00elapsed 100%CPU (0avgtext+0avgdata 2156maxresident)k

0inputs+0outputs (0major+96minor)pagefaults 0swaps

$

```

GNU time의 출력 포맷은 TIME 환경 변수를 사용하여 조정할 수 있으며 실행 시간 외의 정보(예: 메모리 사용률)를 포함할 수 있다. 이러한 동작은 일반 POSIX 호환 time에서, 또 time -p로 실행 중에는 사용할 수 없다.
이 time의 설명 문서는 보통 man 1 time를 사용하여 접근할 수 있다.

#### 운용 방식
GNU의 time 구현체의 소스 코드에 따르면 time로 표시되는 더 많은 정보는 wait3 시스템 호출에서 가져온 것이다. 상태 정보를 반환하는 wait3 호출이 없는 시스템에서는 times 시스템 호출을 대신 사용한다.

### Bash
유명한 유닉스 셸 Bash에서, time은 특수 키워드로서, 파이프라인(또는 단일 명령) 이전에 둘 수 있으며 하나의(처음) 명령어만이 아닌 파이프라인 전반의 시간을 측정하며 다른 기본 포맷을 사용하며 시간을 보고하기 전에 빈 줄을 추가한다:
```
$ 
time
 
seq
 
10000000
 
|
 
wc
 
-l

10000000

real	0m0.078s

user	0m0.116s

sys	0m0.029s

$

```

보고되는 시간은 seq와 wc -l를 함께 사용한 시간이다. 출력 포맷은 TIMEFORMAT 변수를 사용하여 조정할 수 있다.
시간은 내장형이 아닌, 특수 키워드이며 함수나 명령으로 처리될 수 없다. 또, 파이프라인 리다이렉이션은 무시한다.("POSIX 모드"로 Bash를 실행하지 않은 경우 time -p으로 실행할 때에도)
이 time의 설명 문서는 man 1 bash를 사용하여, 또는 bash 그 자체에서 help time를 사용하여 접근할 수 있다.

## 같이 보기
- 시스템 시간
- Cron
- TIME (명령어)

## 참고 문헌
- time: time a simple command – 명령어와 유틸리티 오픈 그룹의  단일 유닉스 규격, Issue 7 참고

- time(1): time a simple command or give resource usage – 리눅스 사용자 매뉴얼 – User Commands